# Martyna Mikołajczak
Pour les articles homonymes, voir Mikołajczak.
Martyna Mikołajczak, née le 12 mai 1991 à Bydgoszcz, est une rameuse d'aviron polonaise.

## Carrière
Elle participe à l'épreuve de deux de couple poids légers aux Jeux olympiques d'été de 2016 à Rio de Janeiro avec Weronika Deresz et termine septième en remportant la finale B. Elle obtient ensuite la médaille d'or avec Weronika Deresz dans la même épreuve aux Championnats d'Europe d'aviron 2017 à Račice.